# Heartstopper
Heartstopper é um romance gráfico britânico de drama adolescente escrito e ilustrado por Alice Oseman. A webcomic foi adaptada na série homônima dirigida por Euros Lyn e lançada em 2022, a série é um original da Netflix e até o momento tem 3 temporadas, e mais uma confirmada. Dividida, até então, em cinco volumes, segue a história dos estudantes Charlie Spring e Nick Nelson, que se apaixonam.
Oseman começou a publicar Heartstopper em seu Tumblr em setembro de 2016. Ela ganhou seguidores significativos e decidiu começar a produzir e divulgar cópias físicas dos dois primeiros capítulos. Em 20 de junho de 2018, lançou uma campanha no Kickstarter e, em duas horas, alcançou a repercussão desejada. Alguns meses depois, em outubro de 2018, o Hachette Children's Group adquiriu os direitos da publicação física de toda a série de quadrinhos.
No Brasil, foi lançado pela Editora Seguinte em 2021.

## Livros
- Heartstopper: Vol. 1 - Dois Garotos, Um Encontro
- Heartstopper: Vol. 2 - Minha Pessoa Favorita
- Heartstopper: Vol. 3 - Um Passo Adiante

- Heartstopper: Vol. 4 - De Mãos Dadas
- Heartstopper: Vol 5 (2023)
- Heartstopper: Vol. 6 (Confirmado para ser o último livro da saga)[7]

E um livro contando o futuro dos personagens Nick e Charlie
- Nick e Charlie: Uma novela de Heartstopper